# Nuccio D'Angelo
Nuccio D'Angelo (1955) è un chitarrista e compositore italiano.
La sua prima formazione musicale è avvenuta in famiglia, attraverso gli insegnamenti di uno zio musicista. Tra il 1976 e il 1983 studia al conservatorio di Firenze. Dopo essersi diplomato cum laude in chitarra, nel 1984 nasce uno dei suoi brani più fortunati, "Due Canzoni Lidie", che ha avuto molte incisioni, e viene suonato in tutto il mondo e presentato a molti concorsi di chitarra. 
Nei suoi concerti alterna sue composizioni e di brani tratti dal repertorio spagnolo e sud-americano. La "Suite Barocca" del 1991 elabora temi di compositori barocchi come Gaspar Sanz, Francesco Corbetta e Santiago de Murcia; la composizione, per orchestra di chitarre e percussioni, venne incisa con la "Guitar Symphonietta" diretta da L. Brouwer). Il brano "Raga" è stato scritto per pianoforte preparato; nella "Ballad" (jazzistica) per pianoforte sono previsti percorsi scritti o, a scelta, improvvisazioni su materiali dati). Due quintetti (del 1993 e del 1994) sono dedicati e ispirati allo stile di Astor Piazzolla, del quale viene anche elaborato il brano "Cafè 1930".
Sempre su questa linea di esplorazione verso mescolanze stilistiche, per il suo album "Homages" D'Angelo ha collaborato con alcuni jazzisti come i contrabbassisti Lello Pareti e Pippo Pedol, il percussionista Alessio Riccio e il pianista Peppe Porcelli, con il quale ha inoltre collaborato per i suoi album "Isola" e "Rilevamenti da un sestante".
"Electric Suite" (per chitarra) è un brano dedicato all'arte della chitarra elettrica, nel quale vengono esplorati e citati diversi effetti ed armonie, ispirati alla strumentalità della chitarra elettrica e trasversali a vari generi in cui essa viene utilizzata.
Nella sua attività concertistica è stato ospite nei festival di varie associazioni concertistiche italiane e si è esibito come solista e in formazioni cameristiche in Francia, Grecia, Svizzera, Portogallo, Germania, U.S.A. e Canada. Le sue musiche sono state suonate da musicisti come L. Brouwer, R. Smith-Brindle e T. Riley. Insegna inoltre chitarra presso l'istituto musicale "Mascagni" di Livorno ed ha tenuto seminari di composizione in Germania, U.S.A., Canada, Spagna e in molte città italiane.

## Premi di composizione
- "Onyukai Association" (Tokio - 1984): Primo premio a "Due Canzoni Lidie";
- "A.Segovia" (Granada -1991): Primo premio a "Magie";
- "Ibla Foundation" (New York - 1996): "Special Prize" a "Corale" "Quattro Travestimenti" e "Spazio"
- "La chitarra d'oro per la composizione" (Alessandria - 1997)

## Discografia
- "Magie" ed. Giulia Record
- "Oneiron" ed. Suvini-Zerboni
- "Ensemble Ricercare, dir. L.Brouwer" ed. Giulia
- "R. Luciani Contemporary Classics"  ed. Primrose-Music
- "Leo Brouwer Presents" ed. Frame
- "Isola" ed. Parc Music
- "Forbidden" ed. Athena records
- "Allucinated memories"   ed. Unorthodox recordings